# 勒内·夸科
勒内·夸科（法語：René Coicaud，1927年8月25日—2000年10月1日），法国男子击剑运动员，主攻花剑。他曾代表法国参加1956年夏季奥林匹克运动会击剑比赛，获得男子团体花剑银牌。